# وودلاون بیچ (فلوریدا)
وودلاون بیچ، فلوریدا (انگلیسی: Woodlawn Beach, Florida) یک مکان سرشماری است (از سرشماری سال ۲۰۱۰) در سانتا رز ساند در سانتا رزا، فلوریدا واقع در ایالات متحده که برای سرشماری CDP در منطقه میدوی قدیمی تر احاطه شده‌است. محل آن درتقاطع جنوب بزرگراه ۹۸ ایالات متحده و جاده ساحلی نانتاهالا است